# Un loup derrière la porte
Pour plus de détails, voir Fiche technique et Distribution.
Un loup derrière la porte (O Lobo Atrás da Porta) est un thriller dramatique brésilien écrit et réalisé par Fernando Coimbra et sorti en 2013.
Le film suit l'histoire de Sylvia et Bernardo, les parents d'une fille disparue, et de Rosa, l'amante de Bernardo, soupçonnée d'avoir kidnappé l'enfant. Le film est basé sur un crime réel qui s'est produit dans les années 1960 où une femme, Neyde Maria Maia Lopes (« Fera da Penha (pt) [La Bête de Penha] »), a kidnappé et tué Tania Maria Coelho de Araujo (« Taninha »), 4 ans.
Le film a reçu le prix Horizontes Latinos lors de la 61e édition du Festival international du film de San Sebastián,.
C'est le premier long métrage réalisé par Fernando Coimbra, qui avait déjà consolidé une carrière de réalisateur de courts métrages.

## Synopsis
Une mère femme au foyer, Sylvia, va chercher sa fille Clara à l'école et la trouve disparue. L'enseignante lui dit qu'elle a reçu un appel téléphonique d'une personne qui prétendait être elle, disant qu'elle était malade et qu'un voisin viendrait la chercher à sa place.
Au poste de police, Sylvia, son mari Bernardo et l'enseignant sont interrogés pour d'éventuels indices sur qui aurait pu emmener la fille. Bernardo révèle qu'il soupçonne fortement que ce serait l'œuvre de Rosa, une femme avec laquelle il entretenait une liaison depuis un certain temps. Rosa est emmenée pour être interrogée. Au début, elle hésite à parler et dit à la police qu'elle a été victime de chantage pour emmener la fille à la demande d'une femme nommée Bete, dont le mari était censé être impliqué dans une liaison avec Sylvia. Cela se révèle être un mensonge par la police après qu'une enquête du quartier arrive à la conclusion qu'aucune femme de ce genre n'existe, et, après que le policier l'a menacée, Rosa avoue tout.
Rosa et Bernardo se sont rencontrés dans une gare après que Bernardo l'ait remarquée dans le train et l'a suivie. Leur liaison commence passionnément, mais Rosa s'énerve lorsqu'elle découvre que Bernardo lui a menti sur le fait d'être marié et d'avoir une famille. Elle lui dit que cela ne la dérange pas d'être son amant pour l'instant, mais commence à rendre visite à sa femme et à son enfant, se liant d'amitié avec elle en faisant semblant d'être une connaissance commune d'un vieil ami et en offrant des cadeaux à sa fille. Après en avoir été informé par sa femme, Bernardo devient furieux et se bat avec Rosa, la maltraitant et lui disant de ne plus jamais chercher à voir sa famille. Rosa ignore cette demande et tente de se venger de lui en payant une femme dans un bar pour lui téléphoner, se faisant passer pour la femme de l'amant de Sylvia pour tenter de saboter leur relation. Elle découvre également que Bernardo a de toute façon ravivé sa relation avec Sylvia, et qu'il est probable que leur liaison touche à sa fin.
Lors d'une dispute sur l'avenir de leur relation, Rosa révèle que ses règles sont en retard. Rosa se conforme à la demande de Bernardo d'avoir un test de grossesse, qui s'avère positif. Elle dit à Bernardo qu'il peut reprendre sa vie sans se soucier de ce qu'il adviendra d'elle, mais qu'elle aura l'enfant quoi qu'il arrive. Quelque temps plus tard, Bernardo trompe Rosa pour qu'elle rende visite à une de ses connaissances praticiennes, qui drogue Rosa et pratique un avortement contre sa volonté.
Dévastée et instable, Rosa tente d'organiser une dernière rencontre avec Bernardo, mais est repoussée. Elle récupère Clara à l'école et l'emmène dans un terrain abandonné, où elle sort un pistolet de son sac à main, tue l'enfant et brûle son cadavre avec un liquide inflammable. Le film se termine par une voix off du policier décrivant la déclaration de Rosa à ce sujet : « elle ne ressent aucun remords et comprend tout le poids de ses actions. Elle n'a aucun désir d'avocat, ne se soucie pas de ce qui va lui arriver et ne souhaite le pardon de personne ».

## Fiche technique
- Titre original : O Lobo Atrás da Porta
- Titre français : Un loup derrière la porte
- Réalisation : Fernando Coimbra
- Scénario : Fernando Coimbra
- Photographie : Lula Carvalho
- Montage : Karen Akerman, Duda Benevides
- Musique :
- Costumes : Valeria Stefani
- Production : Caio Gullane, Fabiano Gullane
- Direction artistique : Tiago Marques Teixeira
- Pays de production : Brésil
- Langue originale : portugais
- Format : couleur
- Genre : Thriller
- Durée : 101 minutes
- Dates de sortie :
  - Canada : 11 septembre 2013 (Toronto International Film Festival)

## Distribution
- Leandra Leal : Rosa
- Milhem Cortaz (pt) : Bernardo
- Fabiula Nascimento (pt) : Sylvia
- Isabelle Ribas : Clara
- Juliano Cazarré (pt) : l'officier de police Delegado
- Thalita Carauta (pt) : Bete (Betty)
- Paulo Tiefenthaler (pt) : Wander
- Karine Teles (pt) : Professora Arlete
- Tamara Taxman (pt) : Mae de Rosa
- Emiliano Queiroz (pt) : Pai de Rosa
- Gustavo Novaes : Dr. Linhare
- Antônio Saboia (pt) : Inspetor
- Antonio Dos Santos : Policial na Estacao de Trem

## Récompenses et distinctions
- (en) Un loup derrière la porte: Awards, sur l'Internet Movie Database